# Rallye Safari 1980

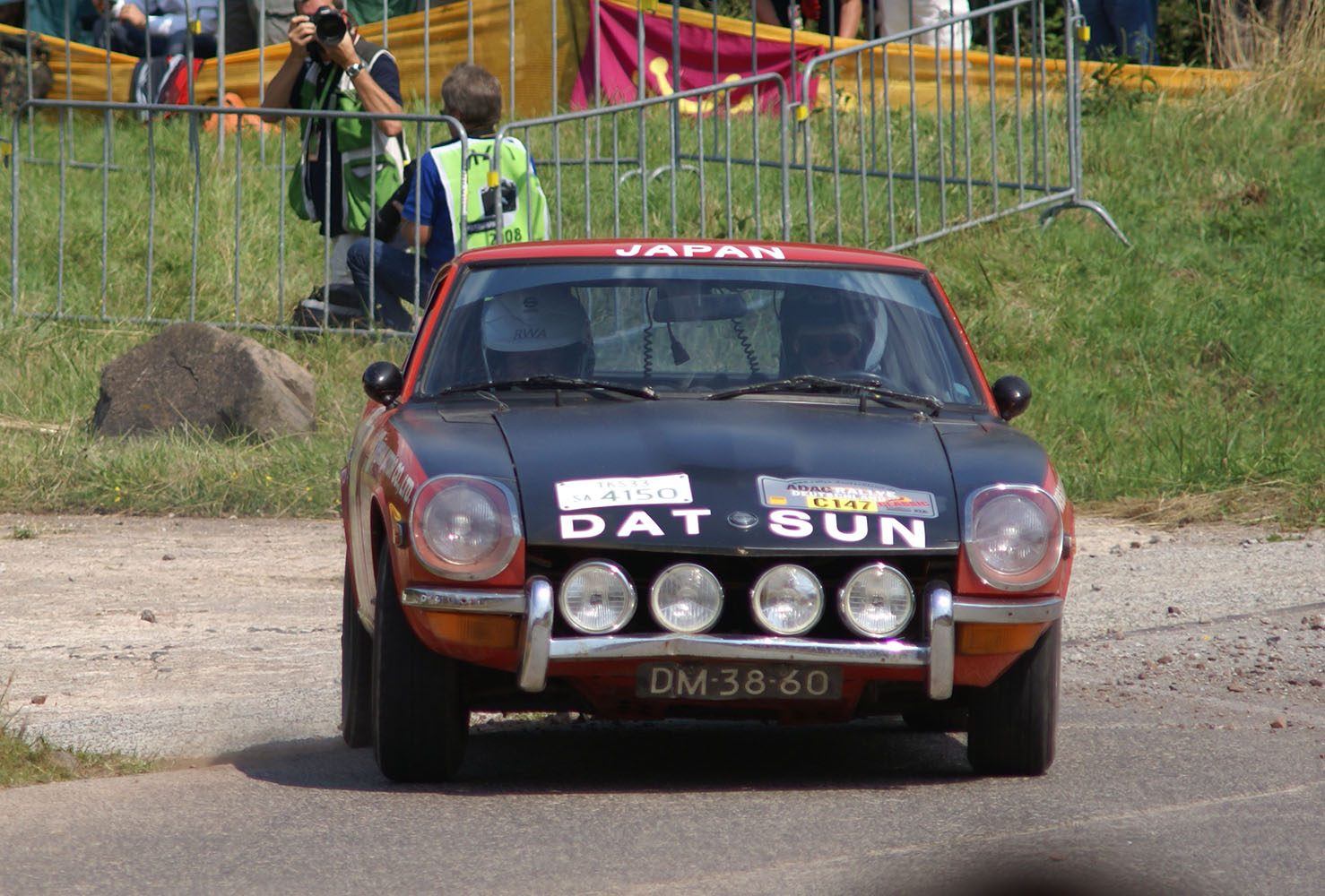
Das Siegerauto der Rallye Safari 1980, ein Datsun 160J.

Die 28. Rallye Safari war der 4. Lauf zur Rallye-Weltmeisterschaft 1980. Sie fand vom 3. bis zum 7. April in der Region von Nairobi statt.

## Klassifikationen

### Endergebnis
| Rang | Fahrer              | Co-Pilot           | Auto                  | Zeit (Std./Min.) | Rückstand Sieger (Std./Min.) Rückstand V (Std./Min.) |
| ---- | ------------------- | ------------------ | --------------------- | ---------------- | ---------------------------------------------------- |
| 1    | Shekhar Mehta       | Mike Doughty       | Datsun 160J           | 3:27             | 0:00 00:00                                           |
| 2    | Rauno Aaltonen      | Lofty Drews        | Datsun 160J           | 4:02             | 0:35                                                 |
| 3    | Vic Preston jr.     | John Lyall         | Mercedes-Benz 450 SLC | 5:07             | 1:40 1:05                                            |
| 4    | Mike Kirkland       | Dave Haworth       | Datsun 160J           | 5:45             | 2:18 0:38                                            |
| 5    | Jean-Pierre Nicolas | Henry Liddon       | Opel Ascona 400       | 6:41             | 3:14 0:56                                            |
| 6    | Andrew Cowan        | Klaus Kaiser       | Mercedes-Benz 450 SLC | 7:03             | 3:36 0:22                                            |
| 7    | Yoshio Iwashita     | Nakahara Yoshimasa | Datsun Silvia S110    | 7:15             | 3:48 0:12                                            |
| 8    | Johnny Hellier      | Chris E. Bates     | Datsun 160J           | 7:20             | 3:53 0:05                                            |
| 9    | Jochi Kleint        | Gunter Wanger      | Opel Ascona 400       | 7:22             | 3:55 0:02                                            |
| 10   | Björn Waldegård     | Hans Thorszelius   | Mercedes-Benz 450 SLC | 7:33             | 4:06 0:10                                            |

Insgesamt wurden 24 von 58 gemeldeten Fahrzeuge klassiert:

### Fahrer-Weltmeisterschaft
| Pos. | Fahrer           | Punkte |
| ---- | ---------------- | ------ |
| 1    | Walter Röhrl     | 40     |
| 2    | Björn Waldegård  | 35     |
| 3    | Anders Kulläng   | 30     |
| 4    | Shekhar Mehta    | 20     |
| 5    | Bernard Darniche | 15     |

### Herstellerwertung
| Pos. | Team          | Punkte |
| ---- | ------------- | ------ |
| 1    | Fiat          | 36     |
| 2    | Mercedes-Benz | 29     |
| 3    | Opel          | 25     |
| 4    | Ford          | 20     |
| 5    | Datsun        | 18     |